# Listă de serii cu trei filme
Aceasta este o listă de serii cu trei filme.

Legenda:
- (A) – Serie de filme 100% animate
- (a) – Serie de filme care nu sunt 100% animate și conțin filme artistice ca sequel sau prequel
- (TV) – film de televiziune
- (V) – direct pe video
- (*) – serial TV atașat

## Serii
- 9½ Weeks
  1. 9½ Weeks (1986)
  2. Another 9½ Weeks (1997) (V) (aka Love in Paris)
  3. The First 9½ Weeks (1998) (V) (prequel)
- Ace Ventura *
  1. Ace Ventura: Pet Detective (1994)
  2. Ace Ventura: When Nature Calls (1995)
  3. Ace Ventura Jr: Pet Detective (2009) (V)
- The Adam Trilogy
  1. Yarınsız Adam (aka Man Without Tomorrow) (1976)
  2. Satılmıș Adam (aka Sold Man) (1977)
  3. Yıkılmayan Adam (aka Indestructible Man) (1978)
- The Addams Family **
  1. The Addams Family (1991)
  2. Addams Family Values (1993)
  3. Addams Family Reunion (1998) (V)
- Adventures of a...
  1. Adventures of a Taxi Driver (1976)
  2. Adventures of a Private Eye (1977)
  3. Adventures of a Plumber's Mate (1978)
- The Adventures of Bill & John
  1.  Episode 1: Danger in the City (2005)
  2. Episode 1½: Teaser Episode 2 (2005)
  3. Episode 2: The Danger Attacks at Dawn (2005)
- Aki Kaurismäki's Proletariat Trilogy[1]
  1. Shadows in Paradise (1986)
  2. Ariel (1988)
  3. The Match Factory Girl (1990)
- Aktan Abdykalykov Trilogy
  1. Selkynchek (1993)
  2. Beshkempir (1998)
  3. Maimil (2001)
- Disney's Aladdin * (A)
  1. Aladdin (1992)
  2. The Return of Jafar (1994) (V)
  3. Aladdin and the King of Thieves (1996) (V)
- Alex McGregor
  1. First Daughter (1999) (TV)
  2. First Target (2000) (TV)
  3. First Shot (2002) (TV)
- Alienation[necesită citare]
  1. L'Avventura (1960)
  2. La Notte (1961)
  3. Eclipse (1962)
- All Dogs Go To Heaven * (A)
  1. All Dogs Go To Heaven (1989)
  2. All Dogs Go To Heaven 2 (1996)
  3. An All Dogs Christmas Carol (1998) (TV)
- Alvin and the Chipmunks
  1. Alvin and the Chipmunks (2007)
  2. Alvin and the Chipmunks: The Squeakquel (2009)
  3. Alvin and the Chipmunks: Chipwrecked (2011)
- The Animation Show
  1. Animation Show: Volume One (2003) (V)
  2. Animation Show: Volume Two (2005) (V)
  3. Animation Show: Volume Three (2007) (V)
- Animerama (A)
  1. A Thousand & One Nights (1969)
  2. Cleopatra (1970)
  3. Belladonna (1973)
- Alvin Purple *
  1. Alvin Purple (1973)
  2. Alvin Purple Rides Again (1974)
  3. Melvin, Son of Alvin (1984)
- Angels in the Outfield
  1. Angels in the Outfield (1994)
  2. Angels in the Endzone (1997) (TV)
  3. Angels in the Infield (2000) (TV)
- The Amazing Spider-Man *
  1. Spider-Man (1977) (TV)
  2. Spider-Man Strikes Back (1978) (TV)
  3. Spider-Man: The Dragon's Challenge (1979) (TV)
- The Ape Woman
  1. Captive Wild Woman (1943)
  2. Jungle Woman (1944)
  3. The Jungle Captive (1945)
- John Carpenter's Apocalypse Trilogy (parallel)
  1. The Thing (1982)
  2. Prince of Darkness (1987)
  3. In the Mouth of Madness (1994)
- The Apple Dumpling Gang
  1. The Apple Dumpling Gang (1975)
  2. The Apple Dumpling Gang Rides Again (1979)
  3. Tales of the Apple Dumpling Gang (1982) (TV)
- The Apu Trilogy
  1. Pather Panchali (1955)
  2. Aparajito (1957)
  3. The World of Apu (1959)
- Arthur series
  1. Arthur and the Invisibles (2006)
  2. Arthur and the Revenge of Maltazard (2009)
  3. Arthur and the War of the Two Worlds (2010)
- Asiong Aksaya
  1. Asiong Aksaya (1977)
  2. Awat na, Asiong Aksaya! (1979)
  3. Eto na naman si Asiong Aksaya! (1980)
- L'Auberge espagnole
  1. L'Auberge espagnole (2002)
  2. Les Poupées russes (2005)
  3. Casse-tête chinois (2013)
- August Underground series
  1. August Underground (2001)
  2. August Underground's Mordum (2003)
  3. August Underground's Penance (2007)
- Au Pair
  1. Au Pair (1999)
  2. Au Pair II (2001)
  3. Au Pair 3: Adventure in Paradise (2007)
- Austin Powers series
  1. Austin Powers: International Man of Mystery (1997)
  2. Austin Powers: The Spy Who Shagged Me (1999)
  3. Austin Powers in Goldmember (2002)
- The Auton Trilogy
  1. Auton (1997) (V)
  2. Auton 2: Sentinel (1998) (V)
  3. Auton 3 (1999) (V)
- Art of the Devil
  1. Art of the Devil (2004)
  2. Art of the Devil 2 (2005)
  3. Art of the Devil 3 (2008)
- The Art Of War
  1. The Art Of War (2000)
  2. The Art of War II: Betrayal (2008) (V)
  3. The Art of War III: Retribution (2009) (V)
- The Aesop's Fables Maugham Concerto Trilogy
  1. Quartet (1948)
  2. Trio (1950)
  3. Encore (1951)
- Baby Ama
  1. Bitayin si... Baby Ama! (1976)
  2. Anak ni Baby Ama (1990)
  3. Hari ng Selda: Anak ni Baby Ama 2 (2002)
- Back to the Future *
  1. Back to the Future (1985)
  2. Back to the Future Part II (1989)
  3. Back to the Future Part III (1990)
- Bagdad Cafe *
  1. Zuckerbaby (1985)
  2. Out of Rosenheim  (1987)
  3. Rosalie Goes Shopping (1989)
- The Bad News Bears *
  1. The Bad News Bears (1976)
  2. The Bad News Bears in Breaking Training (1977)
  3. The Bad News Bears Go to Japan (1978)
- Balto (a)
  1. Balto (1995)
  2. Balto II: Wolf Quest (2002) (V)
  3. Balto III: Wings of Change (2004) (V)
- Barbershop
  1. Barbershop (2002)
  2. Barbershop 2: Back in Business (2004)
  3. Beauty Shop (2005) (spin-off)
- Barefoot Gen *
  1. Barefoot Gen Part1 (1976)
  2. Barefoot Gen: Explosion of Tears (1977)
  3. Barefoot Gen: PART3 Battle of Hiroshima (1980)
- The Barrytown Trilogy
  1. The Commitments (1991)
  2. The Snapper (1993) (TV)
  3. The Van (1996)
- Basket Case
  1. Basket Case (1983)
  2. Basket Case 2 (1990)
  3. Basket Case 3: The Progeny (1992)
- Batman (Christopher Nolan series)
  1. Batman Begins (2005)
  2. The Dark Knight (2008)
  3. The Dark Knight Rises (2012)
- Batman: The Animated Series ***
  1. Batman: Mask of the Phantasm (1993)
  2. Batman & Mr. Freeze: SubZero (1998) (V)
  3. Batman: Mystery of the Batwoman (2004) (V)
- B.D. - Brigada Diverse
  1. Brigada Diverse în alertă! (1970)
  2. Brigada Diverse intră în acțiune (1970)
  3. B.D. la munte și la mare (1971)
- Stăpânul animalelor *
  1. The Beastmaster (1982)
  2. Beastmaster 2: Through the Portal of Time (1991)
  3. Beastmaster III: The Eye of Braxus (1996) (TV)
- Beauty and the Beast * (A)
  1. Beauty and the Beast (1991)
  2. Beauty and the Beast: The Enchanted Christmas (1997) (V)
  3. Belle's Magical World (1998) (V)
- Behind Enemy Lines
  1. Behind Enemy Lines (2001)
  2. Behind Enemy Lines II: Axis of Evil (2006) (V)
  3. Behind Enemy Lines: Colombia (2009) (V)
- A Better Tomorrow
  1. Yinghung boon sik (1986)
  2. Yinghung boon sik II (1987)
  3. Yinghung boon sik III (1989) (prequel)
- The Beverly Hillbillies *
  1. Return of the Beverly Hillbillies (1981) (TV)
  2. The Legend of the Beverly Hillbillies (1993) (TV)
  3. The Beverly Hillbilles (1993)
- Beverly Hills Cop
  1. Beverly Hills Cop (1984)
  2. Beverly Hills Cop II (1987)
  3. Beverly Hills Cop III (1994)
- Beyond the Door
  1. Beyond the Door (1974)
  2. Beyond the Door II (1977) (unofficial)
  3. Beyond the Door III (1989) (unofficial)
- Big Momma's House
  1. Big Momma's House (2000)
  2. Big Momma's House 2 (2005)
  3. Big Mommas: Like Father, Like Son (2011)
- Bikini Summer
  1. Bikini Summer (1991)
  2. Bikini Summer II (1992)
  3. Bikini Summer III: South Beach Heat (1997)
- Bishojo Senshi Sailor Moon ***** (A)
  1. Bishojo Senshi Sailor Moon R: The Movie (1993)
  2. Bishojo Senshi Sailor Moon S: The Movie (1994)
  3. Bishojo Senshi Sailor Moon SuperS: The Movie (The 9 Sailor Soldiers Get Together! Miracle in the Black Dream Hole) (1995)
- The Black Stallion *
  1. The Black Stallion (1979)
  2. The Black Stallion Returns (1983)
  3. The Young Black Stallion (2003) (prequel)
- Black Triad Trilogy
  1. Shinjuku Triad Society (1995)
  2. Rainy Dog (1997)
  3. Ley Lines (1999)
- Blade *
  1. Blade (1998)
  2. Blade II (2002)
  3. Blade: Trinity (2004)
- BloodRayne
  1. BloodRayne (2006)
  2. BloodRayne 2: Deliverance (2007) (V)
  3. BloodRayne: The Third Reich (2010) (V)
- The Bloodthirsty Trilogy
  1. Yûreiyashiki no kyôfu: Chi o suu ningyô (1970)
  2. Noroi no yakata: Chi o sû me (1971)
  3. Chi o suu bara (1974)
- Boggy Creek
  1. The Legend of Boggy Creek (1973)
  2. Return to Boggy Creek (1977)
  3. The Barbaric Beast of Boggy Creek, Part II (1985) (aka Boggy Creek II: And the Legend Continues)
- The Boogeyman
  1. The Boogeyman (1980)
  2. Boogeyman II (1983)
  3. Return of the Boogeyman (1994) (V)
- Boogeyman
  1. Boogeyman (2005)
  2. Boogeyman 2 (2008) (V)
  3. Boogeyman 3 (2008) (V)
- Bourlivé víno
  1. Bourlivé víno (1976)
  2. Zralé víno (1981)
  3. Mladé víno (1986)
- Jason Bourne
  1. The Bourne Identity (2002)
  2. The Bourne Supremacy (2004)
  3. The Bourne Ultimatum (2007)
- The Brady Bunch Movies *
  1. The Brady Bunch Movie (1995)
  2. A Very Brady Sequel (1996)
  3. The Brady Bunch in the White House (2002) (TV)
- The Brave Little Toaster
  1. The Brave Little Toaster (1987)
  2. The Brave Little Toaster Goes to Mars (1998) (V)
  3. The Brave Little Toaster to the Rescue (1999) (V)
- BRD Trilogy
  1. The Marriage of Maria Braun (1979)
  2. Veronika Voss (1982)
  3. Lola (1981)
- Bremenskie muzykanty
  1. Bremenskie muzykanty (1969)
  2. Po sledam bremenskikh muzykantov (1971)
  3. Novye Bremenskiye (2000)
- Brighton Beach
  1. Brighton Beach Memoirs (1986)
  2. Biloxi Blues (1988)
  3. Broadway Bound (1992) (TV)
- Broken Arrow *
  1. Broken Arrow (1950)
  2. The Battle at Apache Pass (1952)
  3. Taza, Son of Cochise (1954)
- Les Bronzés
  1. Les Bronzés (1978)
  2. Les Bronzés Font Du Ski (1979)
  3. Les Bronzés 3: Amis Pour La Vie (2006)
- The Butterfly Effect
  1. The Butterfly Effect (2004)
  2. The Butterfly Effect 2 (2006) (V)
  3. Butterfly Effect: Revelation (2009)
- La Cage aux Folles
  1. La Cage aux Folles (1978)
  2. La Cage aux Folles II (1980)
  3. La Cage aux Folles 3 (1985)
- Caged Heat
  1. Caged Heat (1974)
  2. Caged Heat II: Stripped of Freedom (1994)
  3. Caged Heat 3000 (1995)
- The Calcutta Trilogy (Mrinal Sen)
  1. Interview (1971)
  2. Calcutta 71 (1971)
  3. Padatik (The Guerilla Fighter) (1973)
- The Calcutta Trilogy (Satyajit Ray)
  1. Pratidwandi (The Adversary) (1971)
  2. Seemabaddha (Company Limited) (1971)
  3. Jana Aranya (The Middleman) (1976)
- Candyman
  1. Candyman (1992)
  2. Candyman: Farewell to the Flesh (1995)
  3. Candyman 3: Day of the Dead (1999) (V)
- Ruggero Deodato's Cannibal Trilogy
  1. Ultimo mondo cannibale (1977)
  2. Cannibal Holocaust (1980)
  3. Inferno in diretta (1985)
- The Cannonball Run
  1. The Cannonball Run (1981)
  2. Cannonball Run II (1984)
  3. Speed Zone! (1989)
- Camp Blood
  1. Camp Blood (1999) (V)
  2. Camp Blood 2 (2000) (v)
  3. Within the Woods (2005) (V)
- Captain America
  1. Captain America (1990)
  2. Captain America: The First Avenger (2011) (reboot)
  3. Captain America: The Winter Soldier (2014)
- Captain Nemo
  1. 20,000 Leagues Under the Sea (1954)
  2. Mysterious Island (1961)
  3. Captain Nemo and the Underwater City (1969)
- Care Bears ** (A) (Theatrical films)
  1. The Care Bears Movie (1985)
  2. Care Bears Movie II: A New Generation (1986)
  3. The Care Bears Adventure in Wonderland (1987)
- Carlos Saura Dance Trilogy
  1. Bodas de sangre (1981)
  2. Carmen (1983)
  3. El amor brujo (1986)
- Carnosaur
  1. Carnosaur (1993)
  2. Carnosaur 2 (1995)
  3. Carnosaur 3: Primal Species (1996)
- Caroline chérie
  1. Caroline chérie (1951)
  2. Un caprice de Caroline chérie (1953)
  3. Le fils de Caroline chérie (1955)
- La Casa
  1. La Casa 3 (1988)
  2. La Casa 4 (1988)
  3. La Casa 5 (1990)
- Casino Raiders
  1. Casino Raiders (1989)
  2. No Risk, No Gain: Casino Raiders - The Sequel (1990)
  3. Casino Raiders II (1993) (interquel)
- Casper * (live action-series)
  1. Casper (1995)
  2. Casper: A Spirited Beginning (1997) (V)
  3. Casper Meets Wendy (1998) (V)
- Cathy
  1. Cathy (1987) (TV)
  2. Cathy's Last Resort (1988) (TV)
  3. Cathy's Valentine (1989) (TV)
- Cat Stevens
  1. Dio perdona... Io no! (1967)
  2. I quattro dell'Ave Maria (1968)
  3. La collina degli stivali (1969)
- John Ford's Cavalry Trilogy
  1. Fort Apache (1948)
  2. She Wore a Yellow Ribbon (1949)
  3. Rio Grande (1950)
- Chameleon
  1. Chameleon (1998) (TV)
  2. Chameleon II: Death Match (1999) (TV)
  3. Chameleon 3: Dark Angel (2000) (TV)
- Champignol
  1. Nous autres à Champignol (1957)
  2. Le gendarme de Champignol (1959)
  3. Le caïd de Champignol (1966)
- Charles Bind
  1. Number One of the Secret Service (1977)
  2. Licensed to Love and Kill (1979)
  3. Number One Gun (1980)
- Charles Vine
  1. Licensed to Kill (1965)
  2. Where the Bullets Fly (1966)
  3. Somebody's Stolen Our Russian Spy (1967)
- The Cheetah Girls
  1. The Cheetah Girls (2003) (TV)
  2. The Cheetah Girls 2 (2006) (TV)
  3. The Cheetah Girls: One World (2008) (TV)
- A Chinese Ghost Story
  1. A Chinese Ghost Story (1987)
  2. A Chinese Ghost Story II (1990)
  3. A Chinese Ghost Story III (1991)
- The Chronicles of Narnia
  1. The Chronicles of Narnia: The Lion, the Witch and the Wardrobe (2005)
  2. The Chronicles of Narnia: Prince Caspian (2008)
  3. The Chronicles of Narnia: The Voyage of the Dawn Treader (2010)
- The Circuit
  1. The Circuit (2002)
  2. The Circuit 2: The Final Punch (2002) (V)
  3. The Circuit III: Final Flight (2006) (V)
- Disney's Cinderella
  1. Cinderella (1950)
  2. Cinderella II: Dreams Come True (2002) (V)
  3. Cinderella III: A Twist in Time (2007) (V)
- A Cinderella Story
  1. A Cinderella Story (2004)
  2. Another Cinderella Story (2008) (V)
  3. A Cinderella Story: Once Upon a Song (2011)
- Cirkeline
  1. Cirkeline: Storbyens mus (1998)
  2. Cirkeline 2: Ost og kærlighed (2000)
  3. Cirkeline og Verdens mindste superhelt (2004)
- The Cisco Kid
  1. In Old Arizona (1928)
  2. The Cisco Kid (1931)
  3. Return of the Cisco Kid (1939)
- Cités antérieures
  1. Cités antérieures: Siena (1992)
  2. Cités antérieures: Bruges (1995)
  3. Cités antérieures: Toledo (1997)
- Per Fly's Class Trilogy
  1. Bænken (2000)
  2. Arven (2003)
  3. Drabet (2005)
- Mark L. Lester's Class of 19XX
  1. Class of 1984 (1982)
  2. Class of 1999 (1990)
  3. Class of 1999 II: The Substitute (1994)
- Class Of Nuke 'Em High
  1. Class of Nuke 'Em High (1986)
  2. Class of Nuke 'Em High Part II: Subhumanoid Meltdown (1991)
  3. Class of Nuke 'Em High 3: The Good, the Bad and the Subhumanoid (1994)
- Cleopatra Wong and Dynamite Johnson
  1. Cleopatra Wong (1978)
  2. Dynamite Johnson (1978)
  3. Pay or Die (1979)
- Codename: Kids Next Door *
  1. Codename: Kids Next Door: Operation Z.E.R.O. (2006) (TV)
  2. The Grim Adventures of the Kids Next Door (2007) (TV)
  3. Codename: Kids Next Door: Operation: I.N.T.E.R.V.I.E.W.S. (2008)
- Coffin' Joe
  1. At Midnight I'll Take Your Soul (1964)
  2. This Night I Will Possess Your Corpse (1967)
  3. Embodiment of Evil (2008)
- Cold Prey
  1. Cold Prey (2006)
  2. Cold Prey II (2008)
  3. Cold Prey III (2010)
- Colonel Barkley and Sergeant Dodo Doubleday
  1. Tanks a Million (1941)
  2. Hay Foot (1942)
  3. About Face (1942)
- Cotton Comes to Harlem
  1. Cotton Comes to Harlem (1970)
  2. Come Back, Charleston Blue (1972)
  3. A Rage in Harlem (1991)
- The Count of Monte Cristo
  1. The Count of Monte Cristo (1934)
  2. The Return of Monte Cristo (1936)
  3. The Son of Monte Cristo (1940)
- Count Bobby
  1. The Adventures of Count Bobby (1961)
  2. The Sweet Life of Count Bobby (1962)
  3. Count Bobby, The Terror of The Wild West (1965)
- Crackerjack
  1. Crackerjack (1994)
  2. Crackerjack 2 (1996)
  3. Crackerjack 3 (2000)
- The Creature from the Black Lagoon
  1. Creature from the Black Lagoon (1954)
  2. Revenge of the Creature (1955)
  3. The Creature Walks Among Us (1956)
- Creepshow
  1. Creepshow (1982)
  2. Creepshow 2 (1987)
  3. Creepshow III (2006) (unofficial)
- Crocodile Dundee
  1. Crocodile Dundee (1986)
  2. Crocodile Dundee II (1988)
  3. Crocodile Dundee in Los Angeles (2001)
- Cruel Intentions
  1. Cruel Intentions (1999)
  2. Cruel Intentions 2: Manchester Prep (2000) (V) (prequel)
  3. Cruel Intentions 3 (2004) (V)
- Cube
  1. Cube (1997)
  2. Cube 2: Hypercube (2002)
  3. Cube Zero (2004) (prequel)
- The Cutting Edge
  1. The Cutting Edge (1992)
  2. The Cutting Edge: Going for the Gold (2006) (V)
  3. The Cutting Edge 3: Chasing the Dream (2008) (TV)
- Cyborg
  1. Cyborg (1989)
  2. Cyborg 2 (1993)
  3. Cyborg 3: The Recycler (1994) (V)
- Cyborg Cop
  1. Cyborg Cop (1993)
  2. Cyborg Cop II (1994)
  3. Cyborg Cop III (1995)
- Daimajin
  1. Daimajin (1966)
  2. Wrath of Daimajin (1966)
  3. Return of Daimajin (1966)
- Dallas **
  1. Dallas: The Early Years (1986) (TV)
  2. Dallas: J.R. Returns (1996) (TV)
  3. Dallas: War of the Ewings (1998) (TV)
- Dancing Master
  1. Dancing Master (1979)
  2. Superhand: Shadow of the Dancing Master (1980)
  3. Dancing Master 2: Macao Connection (1982)
- Darkman
  1. Darkman (1990)
  2. Darkman II: The Return of Durant (1994) (V)
  3. Darkman III: Die Darkman Die (1996) (V)
- Das Mikroskop
  1. Das Mikroskop (1988)
  2. Der Philosoph (1989)
  3. Sieben Frauen (1989)
- Days of Being Wild
  1. Days of Being Wild (1991)
  2. In the Mood for Love (2000)
  3. 2046 (2004)
- Dead remake series
  1. Night of the Living Dead (1990)
  2. Dawn of the Dead (2004)
  3. Day of the Dead (2007) (V)
- Dead or Alive
  1. Dead or Alive: Hanzaisha (1999)
  2. Dead or Alive 2: Tôbôsha (2000)
  3. Dead or Alive: Final (2002)
- Dear Ruth
  1. Dear Ruth (1947)
  2. Dear Wife (1949)
  3. Dear Brat (1951)
- Death Note
  1. Death Note (2006)
  2. Death Note: The Last Name (2007)
  3. L Change the WorLd (2008)
- Death Trilogy (Alejandro González Iñárritu)
  1. Amores perros (2000)
  2. 21 Grams (2003)
  3. Babel (2006)
- Gus Van Sant's Death Trilogy
  1. Gerry (2002)
  2. Elephant (2003)
  3. Last Days (2005)
- The Decline of Western Civilization
  1. The Decline of Western Civilization (1981)
  2. The Decline of Western Civilization Part II: The Metal Years (1988)
  3. The Decline of Western Civilization III (1998)
- The Defenders **
  1. The Defenders: Payback (1997) (TV)
  2. The Defenders: Choice of Evils (1998) (TV)
  3. The Defenders: Taking the First (1998) (TV)
- The Delta Force
  1. The Delta Force (1986)
  2. Delta Force 2: The Colombian Connection (1990)
  3. Delta Force 3: The Killing Game (1991)
- Demons
  1. Dèmoni (1985) (aka Demons)
  2. Dèmoni 2 (1986) (aka Demons 2)
  3. Dèmoni 3 (1991) (aka Demons 3, Black Demons, The Church)
- Dexter Riley
  1. The Computer Wore Tennis Shoes (1969)
  2. Now You See Him, Now You Don't (1972)
  3. The Strongest Man in the World (1975)
- Diary of a Wimpy Kid
  1. Diary of a Wimpy Kid (2010)
  2. Diary of a Wimpy Kid: Rodrick Rules (2011)
  3. Diary of a Wimpy Kid: Dog Days (2012)
- Dibu *
  1. Dibu: La película (1997)
  2. Dibu 2: La venganza de Nasty (1998)
  3. Dibu 3 (2002)
- Dick Barton *
  1. Dick Barton: Special Agent (1948)
  2. Dick Barton Strikes Back (1949)
  3. Dick Barton at Bay (1950)
- Disney's Kim Possible * (A)
  1. Kim Possible: The Secret Files (2003) (V)
  2. Disney's Kim Possible: A Sitch in Time (2003) (TV)
  3. Disney's Kim Possible Movie: So the Drama (2005) (TV)
- Fritz Lang's Doctor Mabuse Trilogy
  1. Dr. Mabuse the Gambler (1922)
  2. The Testament of Dr. Mabuse (1933)
  3. The Thousand Eyes of Dr. Mabuse (1960)
- Pelle og Proffen
  1. Døden på Oslo S (1990)
  2. Giftige løgner (1992)
  3. De blå ulvene (1993)
- The Dollars Trilogy (aka The Man with No Name Trilogy)
  1. A Fistful of Dollars (1964)
  2. For a Few Dollars More (1965)
  3. The Good, the Bad and the Ugly (1966)
- Whit Stillman's Doomed-Bourgeois-in-Love series
  1. Metropolitan (1990)
  2. Barcelona (1994)
  3. The Last Days of Disco (1998)
- Dr. Fu Manchu (Warner Oland series)
  1. The Mysterious Dr. Fu Manchu (1929)
  2. The Return of Dr. Fu Manchu (1930)
  3. Daughter of the Dragon (1931)
- Dr. John Luke and the Wyatt Quintuplets
  1. The Country Doctor (1936)
  2. Reunion (1936)
  3. Five of a Kind (1938)
- Dracula 2000
  1. Dracula 2000 (2000)
  2. Dracula II: Ascension (2003) (V)
  3. Dracula III: Legacy (2005) (V)
- Drake & Josh *
  1. Drake & Josh Go Hollywood (2006) (TV)
  2. Drake & Josh: Really Big Shrimp (2007) (TV)
  3. Merry Christmas, Drake & Josh (2008) (TV)
- Duma o Kovpake
  1. Duma o Kovpake: Nabat (1973)
  2. Duma o Kovpake: Buran (1975)
  3. Duma o Kovpake: Karpaty, Karpaty... (1976)
- Dungeons & Dragons
  1. Dungeons & Dragons (2000)
  2. Dungeons & Dragons: Wrath of the Dragon God (2005)
  3. Dungeons & Dragons 3: The Book of Vile Darkness (2012) (V)
- Dynasty *
  1. Dynasty: The Reunion (1991) (TV)
  2. Dynasty: The Making of a Guilty Pleasure (2005) (TV)
  3. Dynasty Reunion: Catfights & Caviar (2006) (TV)
- The Elements Trilogy
  1. Fire (1996)
  2. Earth (1998)
  3. Water (2005)
- Elvis Gratton *
  1. Elvis Gratton: Le king des kings (1985)
  2. Elvis Gratton II: Miracle à Memphis (1999)
  3. Elvis Gratton 3: Le retour d'Elvis Wong (2004)
- Entrails of a Virgin
  1. Entrails of a Virgin (1986)
  2. Entrails of a Beautiful Woman (1986)
  3. Female Inquisitor (1987)
- Erotic Ghost Story
  1. Erotic Ghost Story (1987)
  2. Erotic Ghost Story II (1993)
  3. Erotic Ghost Story III (1994)
- The Europa Trilogy
  1. The Element of Crime (1984)
  2. Epidemic (1988)
  3. Europa (1991)
- Evil Dead
  1. The Evil Dead (1981)
  2. Evil Dead II (1987)
  3. Army of Darkness (1993)
- The Eye
  1. The Eye (2002)
  2. The Eye 2 (2004)
  3. The Eye 10 (2005)
- Familien Gyldenkål
  1. Familien Gyldenkål (1975)
  2. Familien Gyldenkål sprænger banken (1976)
  3. Familien Gyldenkål vinder valget (1977)
- Fantômas
  1. Fantômas (1964)
  2. Fantomas Strikes Back (1965)
  3. Fantomas Against Scotland Yard (1967)
- Fatal Fury
  1. Fatal Fury: Legend of the Hungry Wolf (1992) (TV)
  2. Fatal Fury: The Motion Picture (1994)
  3. Fatal Fury 2: The New Battle (1993) (TV)
- Feast
  1. Feast (2005)
  2. Feast 2: Sloppy Seconds (2008) (V)
  3. Feast 3: The Happy Finish (2009) (V)
- Flash Gordon (serials)
  1. Flash Gordon (1936)
  2. Flash Gordon's Trip to Mars (1938)
  3. Flash Gordon Conquers the Universe (1940)
- Flodder
  1. Flodder (1986)
  2. Flodders in America (1992)
  3. Flodder 3 (1995)
- The Fly (1958 series)
  1. The Fly (1958)
  2. Return of the Fly (1959)
  3. Curse of the Fly (1965)
- Fight Back to School
  1. Fight Back to School (1991)
  2. Fight Back to School II (1992)
  3. Fight Back to School III (1993)
- Foster's Home for Imaginary Friends *
  1. Foster's Home for Imaginary Friends: House of Bloo's (2004) (TV)
  2. Foster's Home for Imaginary Friends: Good Wilt Hunting (2006) (TV)
  3. Foster's Home for Imaginary Friends: Destination Imagination (2008) (TV)
- Freaky Friday
  1. Freaky Friday (1976)
  2. A Billion for Boris (1984) (TV)
  3. Summer Switch (1984) (TV)
- The French Connection
  1. The French Connection (1971)
  2. French Connection II (1975)
  3. Popeye Doyle (1986) (TV)
- Friday
  1. Friday (1995)
  2. Next Friday (2000)
  3. Friday After Next (2002)
- Friendship Trilogy
  1. Dil Chahta Hai (2001)
  2. Rock On!! (2008)
  3. Zindagi Na Milegi Dobara (2010)
- From Dusk Till Dawn
  1. From Dusk Till Dawn (1996)
  2. From Dusk Till Dawn 2: Texas Blood Money (1999)
  3. From Dusk Till Dawn 3: The Hangman's Daughter (2000) (prequel)
- Furyô banchô: Inoshika Ochô
  1. Furyô banchô: Inoshika Ochô (1969)
  2. Furyô anego den: Inoshika Ochô (1973)
  3. Yasagure anego den: sôkatsu rinchi (1973)
- The Flesh Trilogy
  1. The Touch of Her Flesh (1967)
  2. The Kiss of Her Flesh (1968)
  3. The Curse of Her Flesh (1968)
- Garfield (Animated series) *
  1. Garfield Gets Real (2007) (V)
  2. Garfield's Fun Fest (2008) (V)
  3. Garfield's Pet Force (2009) (V)
- Gas House Kids
  1. Gas House Kids (1946)
  2. Gas House Kids Go West (1947)
  3. Gas House Kids in Hollywood (1947)
- General's Son
  1. General's Son (1990)
  2. General's Son II (1991)
  3. General's Son III (1992)
- Georges Masse
  1. Mission à Tanger (1949)
  2. Méfiez-vous des blondes (1950)
  3. Massacre en dentelles (1952)
- G.I. Joe **** (A)
  1. G.I. Joe: The Movie (1987) (V)
  2. G.I. Joe: Spy Troops (2003) (V)
  3. G.I. Joe: Valor vs. Venom (2004) (V)
- Gilligan's Island ***
  1. Rescue from Gilligan's Island (1978)
  2. The Castaways on Gilligan's Island (1979)
  3. The Harlem Globetrotters on Gilligan's Island (1981)
- Ginger
  1. Ginger (1971)
  2. The Abductors (1972)
  3. Girls Are for Loving (1973)
- The Gingerdead Man
  1. The Gingerdead Man (2006)
  2. Gingerdead Man 2: Passion of the Crust (2008) (V)
  3. Gingerdead Man 3: Saturday Night Cleaver (2009) (V)
- Ginger Snaps
  1. Ginger Snaps (2000)
  2. Ginger Snaps 2: Unleashed (2004)
  3. Ginger Snaps Back (2004) (prequel)
- Goal!
  1. Goal! (2005)
  2. Goal! 2: Living the Dream... (2007)
  3. Goal! 3 (2009)
- The Godfather
  1. The Godfather (1972)
  2. The Godfather Part II (1974)
  3. The Godfather Part III (1990)
- God of Gamblers
  1. God of Gamblers (1989)
  2. God of Gamblers Returns (1994)
  3. God of Gamblers 3: The Early Stage (1996) (prequel)
- Lars von Trier's The Golden Heart
  1. Breaking the Waves (1996)
  2. The Idiots (1998)
  3. Dancer in the Dark (2000)
- Goldy
  1. Goldy: The Last of the Golden Bears (1984)
  2. Goldy 2: The Saga of the Golden Bear (1986)
  3. The Magic of the Golden Bear: Goldy III (1994)
- Golmaal
  1. Golmaal (2006)
  2. Golmaal Returns (2008)
  3. Golmaal 3 (2010)
  4. Golmaal 4 (2013)
- Gone in 60 Seconds
  1. Gone in 60 Seconds (1974)
  2. The Junkman (1982)
  3. Deadline Auto Theft (1983)
- Goopy Gyne Bagha Byne
  1. Goopy Gyne Bagha Byne (1968)
  2. Heerak Rajar Deshe (1980)
  3. Goopy Bagha Phire Elo (1991)
- Göta kanal
  1. Göta kanal eller Vem drog ur proppen? (1981)
  2. Göta kanal 2 - Kanalkampen (2006)
  3. Göta kanal 3 - Kanalkungens hemlighet (2009)
- Grindhouse
  1. Death Proof (2007)
  2. Planet Terror (2007)*
  3. Machete (2010) (spin-off)

*Sequel/Prequel to Death Proof, due to same characters.
- The Great Ziegfeld
  1. The Great Ziegfeld (1936)
  2. Ziegfeld Girl (1941)
  3. Ziegfeld Follies (1946)
- The Grudge (American series)
  1. The Grudge (2004)
  2. The Grudge 2 (2006)
  3. The Grudge 3 (2008)
- Guns of El Chupacabra
  1. Guns of El Chupacabra (1997) (V)
  2. Guns of El Chupacabra II: The Unseen (1998) (V)
  3. El Chupacabra (2003) (V)
- Ha-Chayim Al-Pi Agfa
  1. Ha-Chayim Al-Pi Agfa (1992)
  2. Smicha Hashmalit Ushma Moshe (1995)
  3. Mar Baum (1997)
- Hanzo 'The Razor' Itami (aka Goyôkiba)
  1. Goyôkiba (1972)
  2. Goyôkiba: Kamisori Hanzô jigoku zeme (1973)
  3. Goyôkiba: Oni no Hanzô yawahada koban (1974)
- The Happy Hooker
  1. The Happy Hooker (1975)
  2. The Happy Hooker Goes to Washington (1977)
  3. The Happy Hooker Goes Hollywood (1980)
- Harihar Nagar
  1. In Harihar Nagar (1990)
  2. 2 Harihar Nagar (2009)
  3. In Ghost House Inn (2010)
- Hatchet
  1. Hatchet (2007)
  2. Hatchet II (2010)
  3. Hatchet III (2013)
- Heintje
  1. Heintje - Ein Herz geht auf Reisen (1969)
  2. Heintje - Einmal wird die Sonne wieder scheinen (1970)
  3. Heintje - Mein bester Freund (1970)
- Hej Stine!
  1. Hej Stine! (1970)
  2. I din fars lomme (1973)
  3. Sådan er jeg osse (1980)
- Hellboy Animated (A)
  1. Hellboy Animated: Sword of Storms (2006) (TV)
  2. Hellboy Animated: Blood and Iron (2007) (TV)
  3. Hellboy Animated: Iron Shoes (2007) (V)
- He-Man and the Masters of the Universe * (A) (1985 series)
  1. He-Man and She-Ra: The Secret of the Sword (1985) (TV)
  2. He-Man and She-Ra: A Christmas Special (1985) (TV)
  3. Skeletor's Revenge (1986) (V)
- The Henrietta
  1. The Lamb (1915)
  2. The Mollycoddle (1920)
  3. The Saphead (1920)
- Her Fatal Ways
  1. Her Fatal Ways (1990)
  2. Her Fatal Ways II (1991)
  3. Her Fatal Ways III (1993)
- Hexen bis aufs Blut gequält
  1. Hexen bis aufs Blut gequält (1970)
  2. Hexen geschändet und zu Tode gequält (1973)
  3. Mark of the Devil 666: The Moralist (1995)
- High School Musical
  1. High School Musical (2006) (TV)
  2. High School Musical 2 (2007) (TV)
  3. High School Musical 3: Senior Year (2008)
- The Hills Have Eyes
  1. The Hills Have Eyes (1977)
  2. The Hills Have Eyes Part II (1985)
  3. The Hills Have Eyes III (1995)
- The Hobbit (prequel to The Lord of the Rings trilogy)
  1. The Hobbit: An Unexpected Journey (2012)
  2. The Hobbit: The Desolation of Smaug (2013)
  3. The Hobbit: There and Back Again (2014)
- Honey, I Shrunk the Kids *
  1. Honey, I Shrunk the Kids (1989)
  2. Honey, I Blew Up the Kid (1992)
  3. Honey, We Shrunk Ourselves (1997) (V)
- Hostel
  1. Hostel (2006)
  2. Hostel: Part II (2007)
  3. Hostel: Part III (2010) (V)
- Hou Hsiao-hsien's Taiwan Trilogy
  1. A City of Sadness (1989)
  2. The Puppetmaster (1993)
  3. Good Men, Good Women (1995)
- The Housemaid
  1. The Housemaid (1960)
  2. Woman on Fire (1971)
  3. Woman on Fire '82 (1982)
- Hrafninn flýgur
  1. Hrafninn flýgur' (1984)
  2. Í skugga hrafnsins (1988)
  3. Hvíti víkingurinn (1991)
- The Huggets Trilogy
  1. Here Come the Huggetts (1948)
  2. Vote for Huggett (1949)
  3. The Huggetts Abroad (1949)
- The Human Condition
  1. No Greater Love (1959)
  2. Road to Eternity (1959)
  3. A Soldier's Prayer (1961)
- Hustruer
  1. Hustruer (1975)
  2. Hustruer - ti år etter (1985)
  3. Hustruer III (1996)
- I Know What You Did Last Summer
  1. I Know What You Did Last Summer (1997)
  2. I Still Know What You Did Last Summer (1998)
  3. I'll Always Know What You Did Last Summer (2006) (V)
- I mostri
  1. I mostri (1963)
  2. I nuovi mostri (1977)
  3. I mostri oggi (2009)
- In the Heat of the Night *
  1. In the Heat of the Night (1967)
  2. They Call Me MISTER Tibbs! (1970)
  3. The Organization (1971)
- Indecent Behavior
  1. Indecent Behavior (1993)
  2. Indecent Behavior II (1994)
  3. Indecent Behavior III (1995)
- The Indian Gangster Trilogy
  1. Satya (1998)
  2. Company (2002)
  3. D (2005)
- Infernal Affairs
  1. Infernal Affairs (2002)
  2. Infernal Affairs II (2003) (prequel)
  3. Infernal Affairs III (2003)
- Inspector Hornleigh
  1. Inspector Hornleigh (1939)
  2. Inspector Hornleigh on Holiday (1939)
  3. Inspector Hornleigh Goes to It (1941)
- Inspecteur Sergil
  1. Inspecteur Sergil (1947)
  2. Sergil et le dictateur (1948)
  3. Sergil chez les filles (1952)
- Inspector Bo Jarnebring **
  1. Mannen från Mallorca (1984)
  2. I lagens namn (1986)
  3. Den vite riddaren (1994) (TV)
- Ip Man
  1. Ip Man (2008)
  2. Ip Man 2 (2010)
  3. The Legend Is Born – Ip Man (2010) (prequel)
- Iron Man
  1. Iron Man (2008)
  2. Iron Man 2 (2010)
  3. Iron Man 3 (2013)
- I soliti ignoti
  1. I soliti ignoti (1958)
  2. Audace colpo dei soliti ignoti (1960)
  3. I soliti ignoti vent'anni dopo (1985)
- Renato Castellani's Italian neorealism trilogy
  1. Under the Sun of Rome (aka Sotto il sole di Roma) (1948)
  2. È primavera... (1950)
  3. Two Cents Worth of Hope (aka Due Soldi di Speranza) (1950)
- It's Alive
  1. It's Alive (1974)
  2. It Lives Again (1978)
  3. It's Alive III: Island of the Alive (1987)
- Ivan Groznyy
  1. Ivan Groznyy I (1944)
  2. Ivan Groznyy II: Boyarsky zagovor (1958)
  3. Ivan Groznyy III (1988)
- Jackass
  1. Jackass: The Movie (2002)
  2. Jackass Number Two (2006)
  3. Jackass 3D (2010)
- Jeepers Creepers
  1. Jeepers Creepers (2001)
  2. Jeepers Creepers II (2003)
  3. Jeepers Creepers 3: Cathedral (2013)
- Jeg - en kvinde
  1. Jeg - en kvinde (1965)
  2. Jeg, en kvinda II (1968)
  3. 3 slags kærlighed (1970)
- Jesse James (Republic serials)
  1. Jesse James Rides Again (1947)
  2. Adventures of Frank and Jesse James (1948)
  3. The James Brothers of Missouri (1949)
- The Jetsons *
  1. The Jetsons Meet the Flintstones (1987) (TV)
  2. Rockin' with Judy Jetson (1987) (TV)
  3. Jetsons: The Movie (1990)
- Jiang tou
  1. Jiang tou (1975)
  2. Gou hun jiang tou (1976)
  3. Ratu ilmu hitam (1979)
- The Jimmy Timmy Power Hour
  1. The Jimmy Timmy Power Hour (2004) (TV)
  2. The Jimmy Timmy Power Hour 2: When Nerds Collide (2006) (TV)
  3. The Jimmy Timmy Power Hour 3: The Jerkinators (2006) (TV)
- João de Deus
  1. Recordações da Casa Amarela (1989)
  2. A Comédia de Deus (1995)
  3. As Bodas de Deus (1999)
- The Jungle Book (animated series) **
  1. The Jungle Book (1967)
  2. TaleSpin: Plunder and Lightning (1990) (TV) (spin-off)
  3. The Jungle Book 2 (2003)
- Rudyard Kupling's The Jungle Book (live-action series)
  1. Rudyard Kupling's The Jungle Book (1994)
  2. Rudyard Kupling's The Second Jungle Book: Mowgli and Baloo (1996)
  3. Rudyard Kupling's The Jungle Book: Mowgli's Story (1998) (TV)
- Jungledyret * (A)
  1. Jungledyret (1993)
  2. Jungledyret 2 - den store filmhelt (1996)
  3. Jungledyret Hugo: Fræk, flabet og fri (2007)
- Jurassic Park
  1. Jurassic Park (1993)
  2. The Lost World: Jurassic Park (1997)
  3. Jurassic Park III (2001)
- Justice League (A) *
  1. Justice League: Secret Origins (2001) (TV)
  2. Justice League: The Darkest Time (2002) (TV)
  3. Justice League: Starcrossed (2004) (TV)
- K-9
  1. K-9 (1989)
  2. K-911 (1999)
  3. K-9: P.I. (2002)
- The Karnstein Trilogy
  1. The Vampire Lovers (1970)
  2. Lust for a Vampire (1971)
  3. Twins of Evil (1972)
- Kasargod Khader Bhai
  1. Mimics Parade (1991)
  2. Kasargod Khader Bhai (1992)
  3. Again Kasargod Khader Bhai (2010)
- Kate Kirby
  1. Chelsea 7750 (1913)
  2. An Hour Before Dawn (1913)
  3. The Port of Doom (1913)
- Kekec
  1. Kekec (1951)
  2. Srecno Kekec (1963)
  3. Kekceve ukane (1968)
- The Kent Family Chronicles (aka The Bicentennial Series)
  1. The Bastard (1978) (TV)
  2. The Rebels (1979) (TV)
  3. The Seekers (1979) (TV)
- Kerberos Saga - Kerberos arc (a)
  1. The Red Spectacles (1987)
  2. StrayDog: Kerberos Panzer Cops (1991)
  3. Jin-Roh: The Wolf Brigade (1999)
- Kerubin
  1. Kerubin (1952)
  2. Tulisang pugot (1953)
  3. Nagkita si Kerubin at si Tulisang Pugot (1954)
- Kevade
  1. Kevade (1969)
  2. Suvi (1976)
  3. Sügis (1990)
- The King Chronicle *
  1. The King Chronicle, Part 1: Mackenzie King and the Unseen Hand (1988)
  2. The King Chronicle, Part 2: Mackenzie King and the Great Beyond (1988)
  3. The King Chronicle, Part 3: Mackenzie King and the Zombie Army (1988)
- Knight Rider Knight Rider*
  1. Knight Rider 2000 (1991) (TV)
  2. Knight Rider 2010 (1994) (TV)
  3. Knight Rider (2008) (TV)
- The Koker Trilogy
  1. Where Is the Friend's Home? (1987)
  2. And Life Goes On (aka Life and Nothing More) (1992)
  3. Through the Olive Trees (1994)
- Kung Fu **
  1. Kung Fu: The Way of the Tiger, the Sign of the Dragon (1972) (TV)
  2. Kung Fu: The Movie (1986) (TV)
  3. Kung Fu: The Next Generation (1987) (TV)
- Lake Placid
  1. Lake Placid (1999)
  2. Lake Placid 2 (2007) (TV)
  3. Lake Placid 3 (2010) (TV)
- The Last Chance Detectives
  1. The Last Chance Detectives: Mystery Lights of Navajo Mesa (1994) (TV)
  2. The Last Chance Detectives: Legend of the Desert Bigfoot (1995) (TV)
  3. The Last Chance Detectives: Escape from Fire Lake (1996) (TV)
- Lee Rock
  1. Wu yi tan zhang: Lei Luo zhuan (1991)
  2. Wu yi tan zhang: Lei Luo zhuan zhi er (1991)
  3. Wu yi tan zhang: Lei Luo zhuan zhi san (1992)
- Left Behind
  1. Left Behind (2000) (V)
  2. Left Behind II: Tribulation Force (2002) (V)
  3. Left Behind: World at War (2005)
- Legally Blonde
  1. Legally Blonde (2001)
  2. Legally Blonde 2: Red, White & Blonde (2003)
  3. Legally Blondes (2009) (V)
- The Librarian
  1. The Librarian: Quest for the Spear (2004)
  2. The Librarian: Return to King Solomon's Mines (2006)
  3. The Librarian: Curse of the Judas Chalice (2008)
- L'insegnante
  1. L'insegnante (1975)
  2. L'insegnante va in collegio (1978)
  3. L'insegnante viene a casa (1978)
- Disney's The Little Mermaid * (A)
  1. The Little Mermaid (1989)
  2. The Little Mermaid II: Return to the Sea (2000) (V)
  3. The Little Mermaid: Ariel's Beginning (2008) (prequel) (V)
- The Lion King * (A)
  1. The Lion King (1994)
  2. The Lion King II: Simba's Pride (1998) (V)
  3. The Lion King 1½ (2004) (V)
- Look Who's Talking
  1. Look Who's Talking (1989)
  2. Look Who's Talking Too (1990)
  3. Look Who's Talking Now (1993)
- The Lord of the Rings
  1. The Lord of the Rings: The Fellowship of the Ring (2001)
  2. The Lord of the Rings: The Two Towers (2002)
  3. The Lord of the Rings: The Return of the King (2003)
- Los bañeros
  1. Los bañeros más locos del mundo (1987)
  2. Bañeros II, la playa loca (1989)
  3. Bañeros III, todopoderosos (2006)
- The Lost Boys
  1. The Lost Boys (1987)
  2. Lost Boys: The Tribe (2008) (V)
  3. Lost Boys: The Thirst (2010) (V)
- The Lost Treasure of the Knights Templar
  1. The Lost Treasure of the Knights Templar (2006)
  2. The Lost Treasure of the Knights Templar II (2007)
  3. The Lost Treasure of the Knights Templar III: The Mystery of the Snake Crown (2008)
- Love Hunter
  1. Love Hunter (1972)
  2. Love Hunter: Hot Skin (1972)
  3. Love Hunter: Lust (1973)
- Lucky Luke * (live-action films)
  1. Lucky Luke (1991)
  2. Lucky Luke 2 (1991)
  3. Les Dalton (2004)
- Lucky Stars (Primary Trilogy)
  1. Winners and Sinners (1983)
  2. My Lucky Stars (1985)
  3. Twinkle, Twinkle Lucky Stars (1986)
- Lucky Stars (Secondary Trilogy)
  1. Lucky Stars Go Places (1986)
  2. Return of the Lucky Stars (1989)
  3. Ghost Punting (1991)
- Lyubit po-russki
  1. Lyubit po-russki (1989)
  2. Lyubit po-russki 2 (1996)
  3. Lyubit po-russki 3: Gubernator (1999)
- Mad Max
  1. Mad Max (1979)
  2. Mad Max 2: The Road Warrior (1981)
  3. Mad Max Beyond Thunderdome (1985)
- Madagascar * (A)
  1. Madagascar (2005)
  2. Madagascar: Escape 2 Africa (2008)
  3. Madagascar 3: Europe's Most Wanted (2012)
- Madeline ** (a)
  1. Madeline (1998)
  2. Madeline: Lost in Paris (1999) (TV)
  3. My Fair Madeline (2002) (TV)
- Maiku Hama, Private Eye
  1. Waga jinsei saiaku no toki (1994)
  2. Harukana jidai no kaidan o (1995)
  3. Wana (1996)
- Major League
  1. Major League (1989)
  2. Major League II (1994)
  3. Major League: Back to the Minors (1998)
- A Man Called Horse
  1. A Man Called Horse (1970)
  2. The Return of a Man Called Horse (1976)
  3. Triumphs of a Man Called Horse (1982)
- The Mangler
  1. The Mangler (1995)
  2. The Mangler 2 (2001) (V)
  3. The Mangler Reborn (2005) (V)
- Maniac Cop
  1. Maniac Cop (1988)
  2. Maniac Cop 2 (1990)
  3. Maniac Cop III: Badge of Silence (1993)
- The Maria Malibran Trilogy
  1. Der Tod der Maria Malibran (1972)
  2. Willow Springs (1973)
  3. Goldflocken (1976)
- Mariandl
  1. Der Hofrat Geiger (1947)
  2. Mariandl (1961)
  3. Mariandls Heimkehr (1962)
- Marrying the Mafia
  1. Marrying the Mafia (2002)
  2. Marrying the Mafia II (2005)
  3. Marrying the Mafia III (2006)
- The Mary Tyler Moore Show *
  1. Mary Tyler Moore: The 20th Anniversary Show (1991) (TV)
  2. Mary and Rhoda (2000) (TV)
  3. The Mary Tyler Moore Reunion (2002) (TV)
- Mästerdetektiven Blomkvist
  1. Mästerdetektiven Blomkvist (1947)
  2. Mästerdetektiven och Rasmus (1953)
  3. Mästerdetektiven Blomkvist lever farligt (1957)
- The Matrix
  1. The Matrix (1999)
  2. The Matrix Reloaded (2003)
  3. The Matrix Revolutions (2003)
- The Maxim Trilogy
  1. The Youth of Maxim (1935)
  2. The Return of Maxim (1937)
  3. The Vyborg Side (1939)
- Maxim Gorky
  1. Detstvo Gorkogo (1938)
  2. V lyudyakh (1939)
  3. Moi universitety (1940)
- Mayday
  1. Mayday (1993)
  2. Illumination (1995)
  3. The Astonishing Tribe (1996)
- Meister Eder und sein Pumuckl *
  1. Meister Eder und sein Pumuckl (1982)
  2. Pumuckl und der blaue Klabauter (1994)
  3. Pumuckl und sein Zirkusabenteuer (2003)
- Men in Black *
  1. Men in Black (1997)
  2. Men in Black II (2002)
  3. Men in Black 3 (2012)
- Mexico Trilogy
  1. El Mariachi (1992)
  2. Desperado (1995)
  3. Once Upon a Time In Mexico (2003)
- Michael Haneke's Glaciation Trilogy[necesită citare]
  1. The Seventh Continent (1989)
  2. Benny's Video (1992)
  3. 71 Fragments of a Chronology of Chance (1994)
- The Mick Travis Trilogy[2]
  1. If.... (1968)
  2. O Lucky Man! (1973)
  3. Britannia Hospital (1982)
- Mig og min lillebror
  1. Mig og min lillebror (1967)
  2. Mig og min lillebror og storsmuglerne (1968)
  3. Mig og min lillebror og Bølle (1969)
- The Mighty Ducks *
  1. The Mighty Ducks (1992)
  2. D2: The Mighty Ducks (1994)
  3. D3: The Mighty Ducks (1996)
- The Milieu Trilogy
  1. Milano calibro 9 (1972)
  2. La mala ordina (1972)
  3. Il boss (1973)
- Miljonär för en dag
  1. Miljonär för en dag (1926)
  2. Kvick som Blixten (1927)
  3. På kryss med Blixten (1927)
- Millennium series
  1. The Girl With The Dragon Tattoo (2009)
  2. The Girl Who Played With Fire (2009)
  3. The Girl Who Kicked The Hornets' Nest (2009)
- Mimic
  1. Mimic (1997)
  2. Mimic 2 (2001) (V)
  3. Mimic 3: Sentinel (2003) (V)
- Miss Nanny Goat
  1. Miss Nanny Goat Becomes an Aviator (1916)
  2. Miss Nanny Goat on the Rampage (1916)
  3. Miss Nanny Goat at the Circus (1917)
- Missing in Action
  1. Missing in Action (1984)
  2. Missing in Action 2: The Beginning (1985)
  3. Braddock: Missing in Action III (1988)
- The Mouse and the Motorcycle
  1. The Mouse and the Motorcycle (1986) (TV)
  2. Runaway Ralph (1988) (TV)
  3. Ralph S. Mouse (1990) (TV)
- A Moment of Romance
  1. A Moment of Romance (1990)
  2. A Moment of Romance II (1992)
  3. A Moment of Romance III (1996)
- Mr. Belvedere *
  1. Sitting Pretty (1948)
  2. Mr. Belvedere Goes to College (1949)
  3. Mr. Belvedere Rings the Bell (1951)
- The Mummy (1999 series)
  1. The Mummy (1999)
  2. The Mummy Returns (2001)
  3. The Mummy: Tomb of the Dragon Emperor (2008)
- MVP: Most Valuable Primate
  1. MVP: Most Valuable Primate (2000)
  2. MVP 2: Most Vertical Primate (2001)
  3. MXP: Most Xtreme Primate (2003) (V)
- My Childhood
  1. My Childhood (1972)
  2. My Ain Folk (1973)
  3. My Way Home (1978)
- My Friends
  1. My Friends (1975)
  2. All My Friends Part 2 (1982)
  3. Amici miei Atto III (1985)
- My Wife Is a Gangster
  1. My Wife Is a Gangster (2001)
  2. My Wife Is a Gangster 2 (2003)
  3. My Wife Is a Gangster 3 (2006)
- The Naked Gun *
  1. The Naked Gun: From the Files of Police Squad! (1988)
  2. The Naked Gun 2½: The Smell of Fear (1991)
  3. Naked Gun 33⅓: The Final Insult (1994)
- Napló gyermekeimnek
  1. Napló gyermekeimnek (1984)
  2. Napló szerelmeimnek (1987)
  3. Napló apámnak, anyámnak (1990)
- Naruto (Original series)
  1. Naruto the Movie: Ninja Clash in the Land of Snow (2004)
  2. Naruto the Movie 2: Legend of the Stone of Gelel (2005)
  3. Naruto the Movie 3: Guardians of the Crescent Moon Kingdom (2006)
- National Lampoon's Dorm Daze
  1. National Lampoon Presents Dorm Daze (2002)
  2. National Lampoon's Dorm Daze 2 (2006)
  3. Transylmania (2008)
- Nemuri Kyoshirō (Kōji Tsuruta series)
  1. Nemuri Kyôshirô Burai Hikae (1956)
  2. Nemuri Kyôshirô Burai Hikae Dainibu (1957)
  3. Nemuri Kyôshirô Burai Hikae: Maken Jigoku (1958)
- The NeverEnding Story
  1. The NeverEnding Story (1984)
  2. The NeverEnding Story II: The Next Chapter (1990)
  3. The NeverEnding Story III: Escape from Fantasia (1994)
- New Mr. Vampire
  1. New Mr. Vampire (1987)
  2. New Mr. Vampire 2 (1990)
  3. New Mr. Vampire 3 (1991)
- Nick Carter (1939 series)
  1. Nick Carter, Master Detective (1939)
  2. Phantom Raiders (1940)
  3. Sky Murder (1940)
- Night of the Demons
  1. Night of the Demons (1988)
  2. Night of the Demons 2 (1994) (V)
  3. Night of the Demons III (1997) (V)
- The Ninja Series
  1. Enter the Ninja (1981)
  2. Revenge of the Ninja (1983)
  3. Ninja III: The Domination (1984)
- The Ninja Mission
  1. The Ninja Mission (1984)
  2. Just Killers (1999)
  3. Ninja Mission 2000 (2000)
- No Retreat, No Surrender
  1. No Retreat, No Surrender (1986)
  2. No Retreat, No Surrender 2 (1989)
  3. No Retreat, No Surrender 3: Blood Brothers (1992)
- Noriko
  1. Late Spring (1949)
  2. Early Summer (1951)
  3. Tokyo Story (1953)
- Not Quite Human
  1. Not Quite Human (1987) (TV)
  2. Not Quite Human II (1989) (TV)
  3. Still Not Quite Human (1992) (TV)
- Nunsense
  1. Nunsense (1993) (TV)
  2. Nunsense 2: The Sequel (1994) (TV)
  3. Nunsense Jamboree (1998) (TV)
- Ocean's Trilogy
  1. Ocean's Eleven (2001)
  2. Ocean's Twelve (2004)
  3. Ocean's Thirteen (2007)
- Oh, God!
  1. Oh, God! (1977)
  2. Oh, God! Book II (1980)
  3. Oh, God! You Devil (1984)
- On the Buses *
  1. On the Buses (1971)
  2. Mutiny on the Buses (1971)
  3. Holiday on the Buses (1972)
- One Missed Call
  1. One Missed Call (2004)
  2. One Missed Call 2 (2005)
  3. One Missed Call: Final (2006)
- Ong-Bak
  1. Ong-Bak: Muay Thai Warrior (2003)
  2. Ong Bak 2 (2008)
  3. Ong Bak 3 (2010)
- Open Season (A)
  1. Open Season (2006)
  2. Open Season 2 (2009) (V)
  3. Open Season 3 (2011) (V)
- Orgasmo
  1. Orgasmo (1969)
  2. Così dolce... così perversa (1969)
  3. Paranoia (1970)
- The Oskar Luts Trilogy
  1. Kevade (1969)
  2. Suvi (1976)
  3. Sügis (1990)
- På dessa skuldror
  1. På dessa skuldror (1948)
  2. Människors rike (1949)
  3. Tarps Elin (1956)
- Palaris
  1. Palaris (1941)
  2. Awit ni palaris (1946)
  3. Anak ni palaris (1955)
- Pepe el Toro *
  1. Nosotros los pobres (1948)
  2. Ustedes los ricos (1948)
  3. Pepe el Toro (1953)
- Per
  1. Flugten (1973)
  2. Per (1975)
  3. Blind makker (1976)
- Phoenix *
  1. Phoenix (1978)
  2. Phoenix 2772 (1980)
  3. Phoenix: Ho-o (1986)
- Pido Dida
  1. Pido Dida: Sabay Tayo (1990)
  2. Pido Dida 2 (Kasal na) (1991)
  3. Pido Dida 3: May kambal na (1992)
- Pier Paolo Pasolini's Trilogy of Life
  1. Il Decameron (1971)
  2. I racconti di Canterbury (1972)
  3. Il fiore delle mille e una notte (1974)
- Poltergeist
  1. Poltergeist (1982)
  2. Poltergeist II: The Other Side (1986)
  3. Poltergeist III (1988)
- Political Trilogy
  1. Roja (1992)
  2. Bombay (1995)
  3. Dil Se.. (1998)
- Page 3
  1. Page 3 (2005)
  2. Corporate (2006)
  3. Traffic Signal (2007)
- Patlabor * (A)
  1. Patlabor: The Movie (2001)
  2. Patlabor 2: The Movie (2002)
  3. WXIII: Patlabor the Movie 3 (2003)
- Penitentiary
  1. Penitentiary (1979)
  2. Penitentiary II (1982)
  3. Penitentiary III (1987)
- Piger i trøjen
  1. Piger i trøjen (1975)
  2. Piger i trøjen 2 (1976)
  3. Piger til søs (1977)
- Pink Tush Girl
  1. Pink Tush Girl (1978)
  2. Pink Tush Girl: Love Attack (1979)
  3. Pink Tush Girl: Proposal Strategy (1980)
- Piratensender Powerplay
  1. Piratensender Powerplay (1982)
  2. Die Supernasen (1983)
  3. Zwei Nasen tanken Super (1984)
- Poeten og Lillemor
  1. Poeten og Lillemor (1959)
  2. Poeten og Lillemor og Lotte (1960)
  3. Poeten og Lillemor i forårshumør (1961)
- Popeye ***** (a)
  1. Popeye Meets the Man Who Hated Laughter (1972) (TV)
  2. Popeye (1980)
  3. Popeye's Voyage: The Quest for Pappy (2004) (V)
- Porky's
  1. Porky's (1982)
  2. Porky's II: The Next Day (1983)
  3. Porky's Revenge (1985)
- Predator
  1. Predator (1987)
  2. Predator 2 (1990)
  3. Predators (2010)
- Prehysteria!
  1. Prehysteria! (1993)
  2. Prehysteria! 2 (1994) (V)
  3. Prehysteria! 3 (1995) (V)
- Private Gladiator
  1. Private Gladiator (2001)
  2. Private Gladiator: In the City of Lust (2001)
  3. Private Gladiator: Sexual Conquest (2001)
- Private Lessons
  1. Private Lessons (1981)
  2. Private Lessons II (1993)
  3. Private Lessons: Another Story (1994)
- Problem Child
  1. Problem Child (1990)
  2. Problem Child 2 (1991)
  3. Problem Child 3: Junior in Love (1995) (TV)
- Pulse
  1. Pulse (2006)
  2. Pulse 2: Afterlife (2008) (V)
  3. Pulse 3: Invasion (2008) (V)
- Pusher
  1. Pusher (1996)
  2. Pusher II: With Blood on my Hands (2004)
  3. Pusher III: I'm the Angel of Death (2005)
- Puss in Boots (A)
  1. Puss in Boots (1969)
  2. The Three Musketeers in Boots (1972)
  3. Puss in Boots Travels Around the World (1976)
- The Qatsi Trilogy
  1. Koyaanisqatsi (1983)
  2. Powaqqatsi (1988)
  3. Naqoyqatsi (2002)
- Qing shao nian nuo zha
  1. Qing shao nian nuo zha (1992)
  2. Ai qing wan sui (1994)
  3. He liu (1997)
- Quando le donne avevano la coda
  1. Quando le donne avevano la coda (1970)
  2. Quando le donne persero la coda (1972)
  3. Quando gli uomini armarono la clava e... con le donne fecero din-don (1971)
- Quatermass
  1. The Quatermass Xperiment (1955)
  2. Quatermass 2 (1957)
  3. Quatermass and the Pit (1967)
- Questi pazzi, pazzi italiani
  1. Questi pazzi, pazzi italiani (1965)
  2. Viale della canzone (1965)
  3. 008: Operazione ritmo (1965)
- The Rat
  1. The Rat (1925)
  2. The Triumph of the Rat (1926)
  3. The Return of the Rat (1929)
- Re-Animator
  1. Re-Animator (1985)
  2. Bride of Re-Animator (1991)
  3. Beyond Re-Animator (2003)
- Reclusorio
  1. Reclusorio (1997)
  2. Fuera de la ley (1998)
  3. Reclusorio III (1999)
- The Red Curtain Trilogy
  1. Strictly Ballroom (1992)
  2. William Shakespeare's Romeo + Juliet (1997)
  3. Moulin Rouge! (2001)
- Red Riding Trilogy
  1. Red Riding: In the Year of Our Lord 1974 (2009)
  2. Red Riding: In the Year of Our Lord 1980 (2009)
  3. Red Riding: In the Year of Our Lord 1983 (2009)
- Restless
  1. Restless (2000)
  2. Me and Morrison (2001)
  3. Addiction (2004)
- Revolution Trilogy by Fernando de Fuentes
  1. El prisionero trece (1933)
  2. El compadre Mendoza (1934)
  3. Vámonos con Pancho Villa (1935)
- Ring of Fire
  1. Ring of Fire (1991)
  2. Ring of Fire II: Blood and Steel (1993)
  3. Ring of Fire 3: Lion Strike (1995)
- Rio Bravo
  1. Rio Bravo (1959)
  2. El Dorado (1966)
  3. Rio Lobo (1970)
- Les Ripoux
  1. Les Ripoux (1982)
  2. Ripoux contre ripoux (1990)
  3. Ripoux 3 (2003)
- The Rising Son
  1. The Rising Son (1990)
  2. Legend of the Dragonslayer Sword (1996)
  3. The Rage of Gina (1996)
- Road Movie Trilogy
  1. Alice in the Cities (1974)
  2. The Wrong Move (1975)
  3. Kings of the Road (1976)
- Roadkill
  1. Roadkill (1989)
  2. Highway 61 (1991)
  3. Hard Core Logo (1996)
- Robin Hood (Columbia Pictures)
  1. The Bandit of Sherwood Forest (1946)
  2. The Prince of Thieves (1948)
  3. Rogues of Sherwood Forest (1950)
- Robin Hood (Hammer Films) *
  1. The Men of Sherwood Forest (1954)
  2. Sword of Sherwood Forest (1960)
  3. A Challenge for Robin Hood (1967)
- RoboCop ***
  1. RoboCop (1987)
  2. RoboCop 2 (1990)
  3. RoboCop 3 (1993)
- Rock 'n' Roll High School
  1. Rock 'n' Roll High School (1979)
  2. Rock 'n' Roll High School Forever (1991)
  3. Shake, Rattle and Rock! (1994) (TV)
- The Rocky and Bullwinkle Show * (a)
  1. Boris and Natasha: The Movie (1992)
  2. Dudley Do-Right (1999)
  3. The Adventures of Rocky and Bullwinkle (2000)
- The Roller Blade Seven
  1. The Roller Blade Seven (1991)
  2. The Legend of the Roller Blade Seven (1992)
  3. Return of the Roller Blade Seven (1993)
- Rudolph the Red-Nosed Reindeer (1964 series) (A)
  1. Rudolph the Red-Nosed Reindeer (1964) (TV)
  2. Rudolph's Shiny New Year (1976) (TV)
  3. Rudolph and Frosty's Christmas in July (1979) (TV)
- Rugrats * (A) (Theatrical films)
  1. The Rugrats Movie (1998)
  2. Rugrats in Paris: The Movie (2000)
  3. Rugrats Go Wild (2003)
- Rush Hour
  1. Rush Hour (1998)
  2. Rush Hour 2 (2001)
  3. Rush Hour 3 (2007)
- The Sabata Trilogy
  1. Sabata (1969)
  2. Adiós, Sabata (1971)
  3. Return of Sabata (1971)
- Sabrina, the Teenage Witch *
  1. Sabrina the Teenage Witch (1996) (TV)
  2. Sabrina Goes to Rome (1998) (TV)
  3. Sabrina, Down Under (1999) (TV)
- Sailor Moon
  1. Sailor Moon R: The Movie (1993)
  2. Sailor Moon S: The Movie (1994)
  3. Sailor Moon Super S: The Movie (1995)
- Samurai Trilogy (Hiroshi Inagaki)
  1. Samurai I: Musashi Miyamoto (1954)
  2. Samurai II: Duel at Ichijoji Temple (1955)
  3. Samurai III: Duel at Ganryu Island (1956)
- Samurai Trilogy (Yoji Yamada)
  1. The Twilight Samurai (2002)
  2. The Hidden Blade (2004)
  3. Love and Honor (2006)
- The Sandlot
  1. The Sandlot (1993)
  2. The Sandlot 2 (2005) (V)
  3. The Sandlot: Heading Home (2007) (V)
- The Santa Clause
  1. The Santa Clause (1994)
  2. The Santa Clause 2 (2002)
  3. The Santa Clause 3: The Escape Clause (2006)
- Sarah, Plain and Tall
  1. Sarah, Plain and Tall (1991) (TV)
  2. Skylark (1993) (TV)
  3. Sarah, Plain and Tall: Winter's End (1999) (TV)
- Scarecrow
  1. Scarecrow (2002) (V)
  2. Scarecrow Slayer (2003) (V)
  3. Scarecrow Gone Wild (2004) (V)
- The Scorpion King
  1. The Scorpion King (2002)
  2. The Scorpion King 2: Rise of a Warrior (2008) (V) (prequel)
  3. The Scorpion King 3: Battle for Redemption (2012) (V)
- Screwballs
  1. Screwballs (1983)
  2. Loose Screws (1985)
  3. Screwball Hotel (1988)
- Secret Agent 077
  1. Agent 077 - Mission Bloody Mary (1965)
  2. Agent 077 From the Orient with Fury (1965)
  3. Special Mission Lady Chaplin (1966)
- Secret Games
  1. Secret Games (1992)
  2. Secret Games II (The Escort) (1993)
  3. Secret Games 3 (1994)
- Sentimental Swordsman
  1. The Sentimental Swordsman (1977)
  2. Return of the Sentimental Swordsman (1981)
  3. Perils of the Sentimental Swordsman (1982)
- The 7th Voyage of Sinbad
  1. The 7th Voyage of Sinbad (1958)
  2. The Golden Voyage of Sinbad (1974)
  3. Sinbad and the Eye of the Tiger (1977)
- Sex and Zen
  1. Sex and Zen (1992)
  2. Sex and Zen II (1996)
  3. Sex and Zen III (1998)
- Shaolin Temple
  1. Shaolin Temple (1982)
  2. Kids From Shaolin (1983)
  3. Martial Arts of Shaolin (1986)
- Shark Attack
  1. Shark Attack (1999) (TV)
  2. Shark Attack 2 (2001) (V)
  3. Shark Attack 3: Megalodon (2002) (V)
- Shiloh
  1. Shiloh (1996)
  2. Shiloh 2: Shiloh Season (1999)
  3. Saving Shiloh (2006)
- Simon les nuages and Matusalem
  1. Simon les nuages (1990)
  2. Matusalem (1993)
  3. Matusalem II: le dernier des Beauchesne (1997)
- Shiryô no wana
  1. Shiryô no wana (1988)
  2. Shiryô no wana 2: Hideki (1992)
  3. Chigireta ai no satsujin (1993)
- Shocking Asia
  1. Shocking Asia (1976)
  2. Shocking Asia II: The Last Taboos (1985)
  3. Shocking Asia III: After Dark (1995)
- Shurika
  1. Operatsiya Y i drugiye priklyucheniya Shurika (1965)
  2. Kavkazskaya plennitsa, ili Novye priklyucheniya Shurika (1967)
  3. Ivan Vasilevich menyaet professiyu (1973)
- Sissi
  1. Sissi (1955)
  2. Sissi - Die junge Kaiserin (1956)
  3. Sissi - Schicksalsjahre einer Kaiserin (1957)
- Skånska mord
  1. Skånska mord - Esarparen (1986) (TV)
  2. Skånska mord - Hurvamorden (1986) (TV)
  3. Skånska mord - Veberödsmannen (1986) (TV)
- The Skulls
  1. The Skulls (2000)
  2. The Skulls II (2002) (V)
  3. The Skulls III (2003) (V)
- Slap Shot
  1. Slap Shot (1977)
  2. Slap Shot 2: Breaking the Ice (2002) (V)
  3. Slap Shot 3: The Junior League (2008) (V)
- Sometimes They Come Back
  1. Sometimes They Come Back (1991) (TV)
  2. Sometimes They Come Back... Again (1996) (V)
  3. Sometimes They Come Back... for More (1998) (V)
- Snake Eater
  1. Snake Eater (1989)
  2. Snake Eater II: The Drug Buster (1991)
  3. Snake Eater III: His Law (1992)
- Sniper
  1. Sniper (1993)
  2. Sniper 2 (2002) (TV)
  3. Sniper 3 (2004) (V)
- Sønner av Norge
  1. Støv på hjernen (1959)
  2. Sønner av Norge (1961)
  3. Sønner av Norge kjøper bil (1962)
- Sophie Lang
  1. The Notorious Sophie Lang (1934)
  2. The Return of Sophie Lang (1936)
  3. Sophie Lang Goes West (1937)
- Sorority House Massacre
  1. Sorority House Massacre (1986)
  2. Sorority House Massacre II (1990)
  3. Hard to Die (1990)
- The Spessart Trilogy
  1. Das Wirtshaus im Spessart (1958)
  2. Das Spukschloß im Spessart (1960)
  3. Herrliche Zeiten im Spessart (1967)
- Spider God
  1. Through a Glass, Darkly (1961)
  2. Winter Light (1963)
  3. The Silence (1963)
- Spider-Man
  1. Spider-Man (2002)
  2. Spider-Man 2 (2004)
  3. Spider-Man 3 (2007)
- SpongeBob SquarePants * (A)
  1. The SpongeBob SquarePants Movie (2004)
  2. SpongeBob's Atlantis SquarePantis (2007) (TV)
  3. SpongeBob vs. The Big One (2009) (TV)
- Stargate **
  1. Stargate (1994)
  2. Stargate: The Ark of Truth (2007) (V)
  3. Stargate: Continuum (2008) (V)
- Starship Troopers *
  1. Starship Troopers (1997)
  2. Starship Troopers 2: Hero of the Federation (2004) (V)
  3. Starship Troopers 3: Marauder (2007) (V)
- Star Wars (Original Trilogy) ***
  1.  Star Wars Episode IV: A New Hope (1977)
  2.  Star Wars Episode V: The Empire Strikes Back (1980)
  3.  Star Wars Episode VI: Return of the Jedi (1983)
- Star Wars (Prequel Trilogy) ***
  1.  Star Wars Episode I: The Phantom Menace (1999)
  2.  Star Wars Episode II: Attack of the Clones (2002)
  3.  Star Wars Episode III: Revenge of the Sith (2005)
- Star Wars: Droids *
  1. The Great Heep (1986) (TV)
  2. The Pirates and the Prince (1996) (V)
  3. Treasure of the Hidden Planet (2004) (V)
- Starzan
  1. Starzan: Shouting Star of the Jungle (1989)
  2. Starzan II: The Coming of the Star Son (1989)
  3. Starzan III: The Jungle Triangle (1990)
- The Stepfather
  1. The Stepfather (1987)
  2. Stepfather II (1989)
  3. Stepfather III (1992) (TV)
- Street Fighter * (Anime series)
  1. Street Fighter II: The Animated Movie (1995)
  2. Street Fighter Alpha: The Movie (1999)
  3. Street Fighter Alpha: Generations (2005)
- Stuart Little * (a)
  1. Stuart Little (1999)
  2. Stuart Little 2 (2002)
  3. Stuart Little 3: Call of the Wild (2005) (V)
- The Student Nurses
  1. The Student Nurses (1970)
  2. Private Duty Nurses (1971)
  3. The Young Nurses (1973)
- Sukeban Deka *
  1. Sukeban Deka: The Movie (1987)
  2. Counter Attack from the Kazama Sisters (1987)
  3. Yo-Yo Girl Cop (2006)
- Super Fly
  1. Super Fly (1972)
  2. Super Fly T.N.T. (1973)
  3. The Return of Superfly (1990)
- Superman
  1. Superman (1978)
  2. Superman II (1980)
  3. Superman Returns (2006)
- The Swan Princess (A)
  1. The Swan Princess (1994)
  2. The Swan Princess II: Escape from Castle Mountain (1996)
  3. The Swan Princess: The Mystery of the Enchanted Kingdom (1997)
- The Swordsman
  1. The Swordsman (1990)
  2. Swordsman II (1992)
  3. The East Is Red (1994) (aka Swordsman III)
- Tagediebe
  1. Tagediebe (1985)
  2. Schlaflose Nächte (1988)
  3. Die blaue Stunde (1992)
- Tales from the Crypt *
  1. Demon Knight (1995)
  2. Bordello of Blood (1996)
  3. Ritual (2001) (V)
- Disney's Tarzan * (A)
  1. Tarzan (1999)
  2. Tarzan & Jane (2002) (V)
  3. Tarzan II (2005) (midquel) (V)
- Teenage Mutant Ninja Turtles * (live action films)
  1.  Teenage Mutant Ninja Turtles (1990)
  2.  Teenage Mutant Ninja Turtles II: The Secret of the Ooze (1991)
  3.  Teenage Mutant Ninja Turtles III (1993)
- Tenchi *** (A)
  1. Tenchi the Movie: Tenchi Muyo in Love (1996)
  2. Tenchi the Movie 2: The Daughter of Darkness (1997)
  3. Tenchi Forever! The Movie (1999)
- Teito Monogatari
  1. Tokyo: The Last Megalopolis (1987)
  2. Tokyo: The Last War (1989)
  3. Teito Monogatari Gaiden (1995)
- The Ten Gladiators
  1. I dieci gladiatori (1963)
  2. Triumph of the Ten Gladiators  (1964)
  3. Spartacus and the Ten Gladiators (1964)
- Tetsuo
  1. Tetsuo: The Iron Man (1989)
  2. Tetsuo II: Body Hammer (1992)
  3. Tetsuo: The Bullet Man (2010)
- That's Entertainment! *
  1. That's Entertainment! (1974)
  2. That's Entertainment, Part II (1975)
  3. That's Entertainment! III (1996)
- Things
  1. Things (1993)
  2. Things II (1998)
  3. Things 3: Old Things (1998) (V)
- The 36th Chamber Of Shaolin (aka The Master Killer Series)
  1. The 36th Chamber Of Shaolin (1978)
  2. Return to the 36th Chamber (1980)
  3. Disciples Of The 36th Chamber (1985)
- Three Colors
  1. Three Colors: Blue (1993)
  2. Three Colors: White (1994)
  3. Three Colors: Red (1994)
- Three Flavours Cornetto
  1. Shaun of the Dead (2004)
  2. Hot Fuzz (2007)
  3. The World's End (2011)
- The Three Mothers
  1. Suspiria (1977)
  2. Inferno (1980)
  3. The Mother of Tears (2007)
- The Three Musketeers
  1. The Three Musketeers (1973)
  2. The Four Musketeers (1974)
  3. The Return of the Musketeers (1989)
- Three Smart Girls
  1. Three Smart Girls (1936)
  2. Three Smart Girls Grow Up (1939)
  3. Hers to Hold (1941)
- Thunder (aka Thunder Warrior)
  1. Thunder (1983)
  2. Thunder II (1987)
  3. Thunder III (1988)
- Thunder in Paradise *
  1. Thunder in Paradise (1993) (V)
  2. Thunder in Paradise II (1994) (V)
  3. Thunder in Paradise 3 (1995) (V)
- Thunderbirds (1980 series) *
  1. Thunderbirds to the Rescue (1980) (TV)
  2. Thunderbirds in Outer Space (1981) (TV)
  3. Countdown to Disaster (1981) (TV)
- Tiger Cage
  1. Tiger Cage (1988)
  2. Tiger Cage 2 (1990)
  3. Tiger Cage 3 (1991)
- Tiger Claws
  1. Tiger Claws (1992)
  2. Tiger Claws II (1996)
  3. Tiger Claws III (1999)
- Tillie Banks-Tinklepaw
  1. Tillie's Punctured Romance (1914)
  2. Tillie's Tomato Surprise (1915)
  3. Tillie Wakes Up (1917)
- The Time Trilogy
  1. San (1966)
  2. Jutro (1967)
  3. Podne (1968)
- To er mundo é güeno
  1. To er mundo é güeno (1982)
  2. To er mundo é... mejo! (1982)
  3. To er mundo é... ¡demasiao!' (1985)
- Tom Ripley
  1. The Talented Mr. Ripley (1999)
  2. Ripley's Game (2002)
  3. Ripley Under Ground (2005)
- Topper *
  1. Topper (1937)
  2. Topper Takes a Trip (1938)
  3. Topper Returns (1941)
- Torarete Tamaruka!
  1. Torarete Tamaruka! (1992)
  2. Torarete Tamaruka! 2 (1993)
  3. Torarete Tamaruka! 3 (1994)
- Toy Story *
  1.  Toy Story (1995)
  2.  Toy Story 2 (1999)
  3.  Toy Story 3 (2010)
- Trællene
  1. Trællene (1978)
  2. Trællenes oprør (1979)
  3. Trællenes børn (1980)
- Transporter *
  1. The Transporter (2002)
  2. Transporter 2 (2005)
  3. Transporter 3 (2008)
- The Transformers * (Series based on the TV show)
  1. The Transformers: The Movie (1986)
  2. The Transformers: Five Faces of Darkness (1986) (V)
  3. The Transformers: The Return of Optimus Prime (1987) (V)
- Transformers
  1. Transformers (2007)
  2. Transformers: Revenge of the Fallen (2009)
  3. Transformers: Dark of the Moon (2011)
- The Transylvanians
  1. The Prophet, the Gold and the Transylvanians (1978)
  2. The Actress, the Dollars and the Transylvanians (1979)
  3. The Oil, the Baby and the Transylvanians (1981)
- La Trilogie
  1. Cavale (2002)
  2. Un couple épatant (2002)
  3. Après la vie (2003)
- La Trilogie Marseillaise
  1. Marius (1931)
  2. Fanny (1932)
  3. César (1936)
- Trilogy of Henryk Sienkiewicz
  1. With Fire and Sword (1999)
  2. The Deluge (1974)
  3. Colonel Wolodyjowski (1969)
- Troll
  1. Troll (1985)
  2. Troll 2 (1990)
  3. Troll 3 (1990) (aka Contamination .7)
- Tugboat Annie
  1. Tugboat Annie (1933)
  2. Tugboat Annie Sails Again (1940)
  3. Captain Tugboat Annie (1945)
- The Tulse Luper Suitcases
  1. The Tulse Luper Suitcases, Part 1: The Moab Story (2003)
  2. The Tulse Luper Suitcases, Part 2: Vaux to the Sea (2004)
  3. The Tulse Luper Suitcases, Part 3: From Sark to the Finish (2005)
- Turbulence
  1. Turbulence (1997)
  2. Turbulence II: Fear of Flying (1999)
  3. Turbulence 3: Heavy Metal (2001) (V)
- Ultimate Avengers (A)
  1. Ultimate Avengers (2006) (V)
  2. Ultimate Avengers 2 (2006) (V)
  3. Next Avengers: Heroes of Tomorrow (2008) (V)
- Ultraman Tiga
  1. Ultraman Tiga & Ultraman Dyna: Warriors of the Star of Light (1998)
  2. Ultraman Tiga & Ultraman Dyna & Ultraman Gaia: Battle in Hyperspace (1999)
  3. Ultraman Tiga: The Final Odyssey (2000)
- Undisputed
  1. Undisputed (2002)
  2. Undisputed II: Last Man Standing (2007) (V)
  3. Undisputed III: Redemption (2010) (V)
- Und tschüss! **
  1. Und tschüss! Auf Mallorca (1996) (TV)
  2. Und tschüss! In Amerika (1996) (TV)
  3. Und tschüss! - Ballermann olé (1998) (TV)
- The Untouchables (1959-1989 series) *
  1. The Scarface Mob (1959) (TV)
  2. The Revenge of Al Capone (1989) (TV)
  3. The Return of Eliot Ness (1991) (TV)
- Up Pompeii! *
  1. Up Pompeii (1971)
  2. Up the Chastity Belt (1971)
  3. Up the Front (1972)
- Uptown Saturday Night
  1. Uptown Saturday Night (1974)
  2. Let's Do It Again (1975)
  3. A Piece of the Action (1977)
- Urban Legend
  1. Urban Legend (1998)
  2. Urban Legends: Final Cut (2000)
  3. Urban Legends: Bloody Mary (2005) (V)
- USA - Land of Opportunities
  1. Dogville (2003)
  2. Manderlay (2005)
  3. Washington (2009)
- Vampires
  1. Vampires (1998)
  2. Vampires: Los Muertos (2002)
  3. Vampires: The Turning (2005)
- Van Wilder
  1. National Lampoon's Van Wilder (2002)
  2. Van Wilder: The Rise of Taj (2006)
  3. Van Wilder: Freshman Year (2009) (V)
- The Vengeance Trilogy
  1. Sympathy for Mr. Vengeance (2002)
  2. Oldboy (2003)
  3. Sympathy for Lady Vengeance (2005)
- Victòria!
  1. Victòria! La gran aventura d'un poble' (1983)
  2. Victòria! 2: La disbauxa del 17' (1983)
  3. Victòria! 3: El seny i la rauxa (1984)
- The Vizconde Massacre Story (God Help Us!)
  1. The Vizconde Massacre Story (God Help Us!) (1993)
  2. The Untold Story: Vizconde Massacre II - May the Lord Be with Us (1994)
  3. Jessica Alfaro Story (1995)
- Walking Tall (1973 series) *
  1. Walking Tall (1973)
  2. Walking Tall Part 2 (1975)
  3. Walking Tall: Final Chapter (1977)
- Walking Tall (2004 series)
  1. Walking Tall (2004)
  2. Walking Tall: The Payback (2007) (V)
  3. Walking Tall: Lone Justice (2007) (V)
- Wally 'The Fox' Benton
  1. Whistling in the Dark (1941)
  2. Whistling in Dixie (1942)
  3. Whistling in Brooklyn (1943)
- Walter og Carlo
  1. Walter og Carlo - op på fars hat (1985)
  2. Walter og Carlo - yes, det er far (1986)
  3. Walter & Carlo i Amerika (1989)
- Warlock
  1. Warlock (1989)
  2. Warlock: The Armageddon (1993)
  3. Warlock III: The End of Innocence (1999) (V)
- What Price Glory
  1. What Price Glory (1926)
  2. The Cock-Eyed World (1929)
  3. Women of All Nations (1931)
- The Wild Thornberrys *
  1. The Wild Thornberrys: The Origin of Donnie (2001) (TV)
  2. The Wild Thornberrys Movie (2002)
  3. Rugrats Go Wild! (2003)
- Witchboard
  1. Witchboard (1986)
  2. Witchboard 2: The Devil's Doorway (1993)
  3. Witchboard III: The Possession (1995)
- Witchouse
  1. Witchouse (1999) (V)
  2. Witchouse 2: Blood Coven (1999) (V)
  3. Witchouse 3: Demon Fire (2001) (V)
- The Wizard of Oz (1914 series)
  1. The Patchwork Girl of Oz (1914)
  2. The Magic Cloak (1914)
  3. His Majesty, the Scarecrow of Oz (1914)
- The Wizard of Oz (Official series) (a)
  1. The Wizard of Oz (1939)
  2. Journey Back to Oz (1974)
  3. Lion of Oz (2000) (V)
- Xtro
  1. Xtro (1983)
  2. Xtro II: The Second Encounter (1990)
  3. Xtro 3: Watch the Skies (1993)
- Yôjû kyôshitsu gaiden
  1. Yôjû kyôshitsu gaiden (1995)
  2. Yôjû kyôshitsu gaiden 2: Eros no megami kôrin (1996)
  3. Yôjû kyôshitsu gaiden 3: Seibo no ecstasy (1997)
- Yōkai Monsters
  1. Yōkai Monsters: Spook Warfare (1968)
  2. Yōkai Monsters: 100 Monsters (1968)
  3. Yōkai Monsters: Along with Ghosts (1969)
- Yu-Gi-Oh! *
  1. Yu-Gi-Oh! (1999)
  2. Yu-Gi-Oh! The Movie: Pyramid of Light (2004)
  3. Yu-Gi-Oh! Movie: Super Fusion! Bonds that Transcend Time (2010)
- Zeiramu (a)
  1. Zeiramu (1991)
  2. Iria: Zeiram the Animation (1993) (V) (prequel to Zeiramu)
  3. Zeiramu 2 (1994)
- Zenon
  1. Zenon: Girl of the 21st Century (1999) (TV)
  2. Zenon: The Zequel (2001) (TV)
  3. Zenon: Z3 (2004) (TV)
- Znachor
  1. Znachor (1937)
  2. Profesor Wilczur (1938)
  3. Testament profesora Wilczura (1942)
- Zoop *
  1. Zoop in Africa (2005)
  2. Zoop in India (2006)
  3. Zoop in South America (2007)